# Takuma Ito
Takuma Ito (伊藤 拓真 Ito Takuma?), född 11 augusti 1986 i Niigata prefektur, är en japansk före detta fotbollsspelare.
Ito började sin karriär 2009 i Thespa Kusatsu. Efter Thespa Kusatsu spelade han för Albirex Niigata Singapore, Geylang International FC och ReinMeer Aomori. Han avslutade karriären 2018.